# Niecierpek pomarańczowy
Niecierpek pomarańczowy (Impatiens capensis) – gatunek rośliny należący do rodziny niecierpkowatych. Występuje jako gatunek rodzimy na rozległych obszarach Ameryki Północnej – niemal w całej Kanadzie (bez krańców północnych) i w Stanach Zjednoczonych (bez części południowo-zachodniej). Jako gatunek introdukowany rośnie w Japonii i w Europie – we Francji, Wielkiej Brytanii, Niemczech, Polsce i Finlandii. W Polsce gatunek obserwowany od 1991, rozprzestrzenia się lokalnie w rejonie Zalewu Szczecińskiego. Wykorzystywany był w tradycyjnym lecznictwie ludowym na kontynencie amerykańskim. Bywa uprawiany jako roślina ozdobna.

## Morfologia

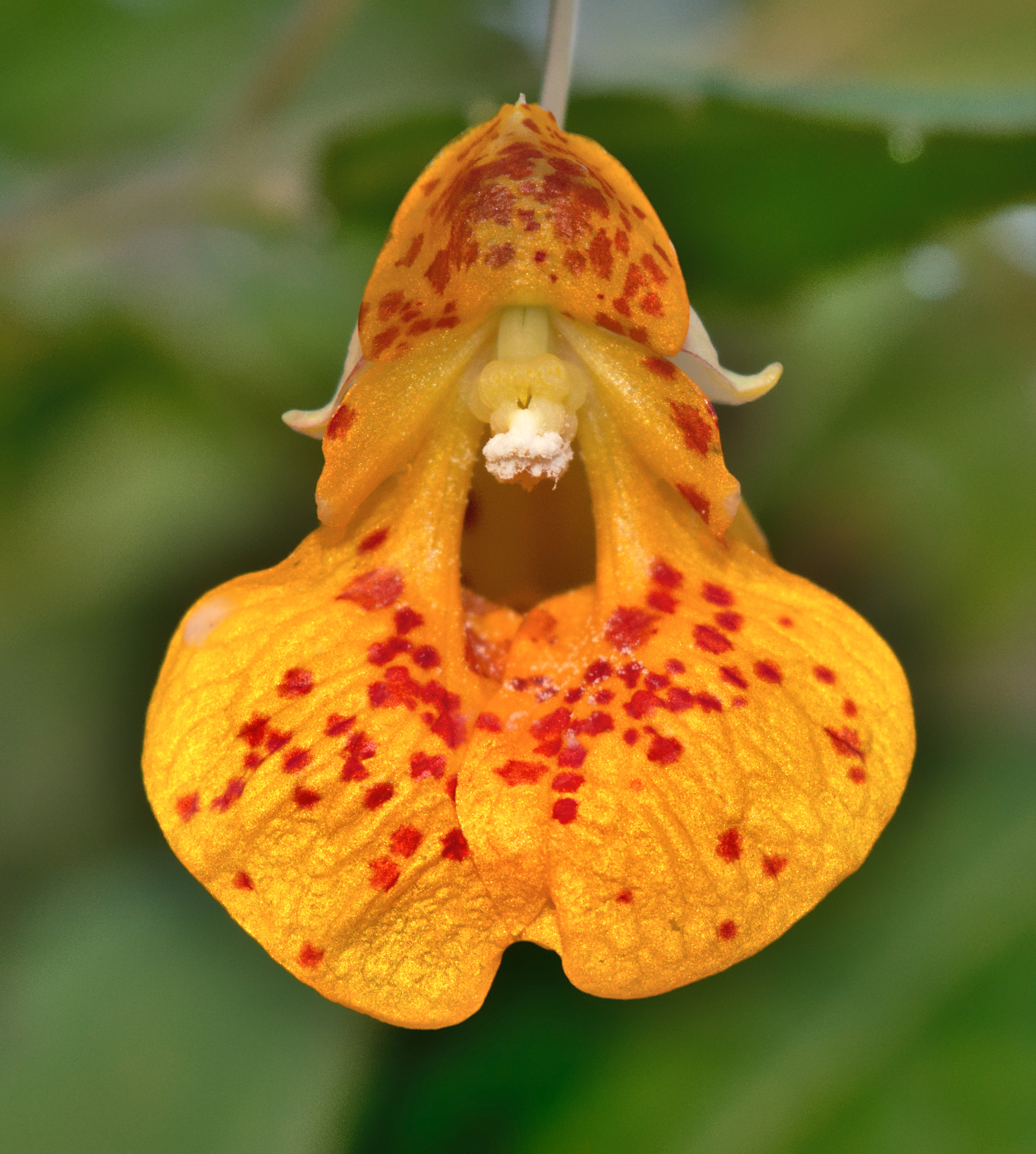
Kwiat od przodu

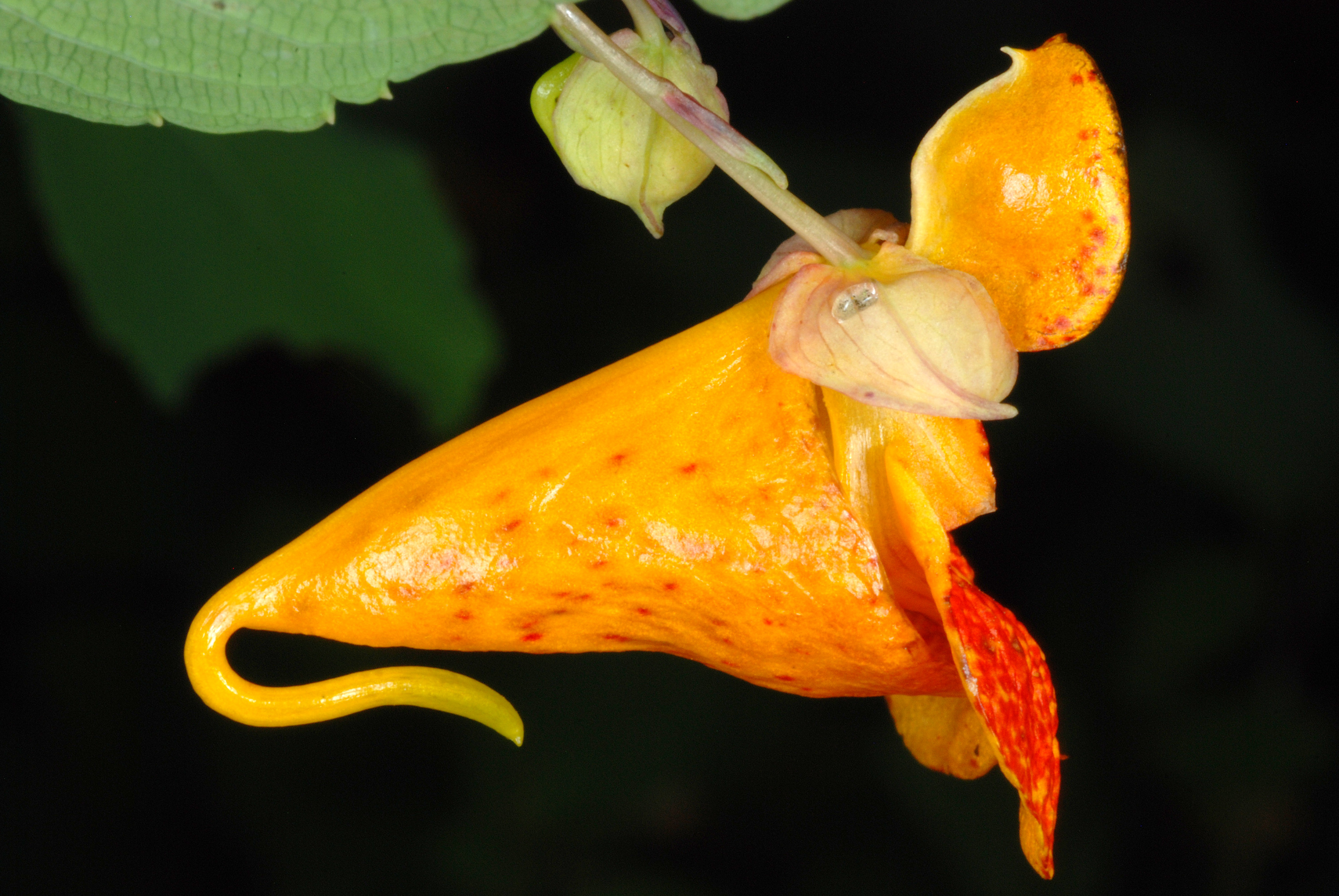
Kwiat z boku

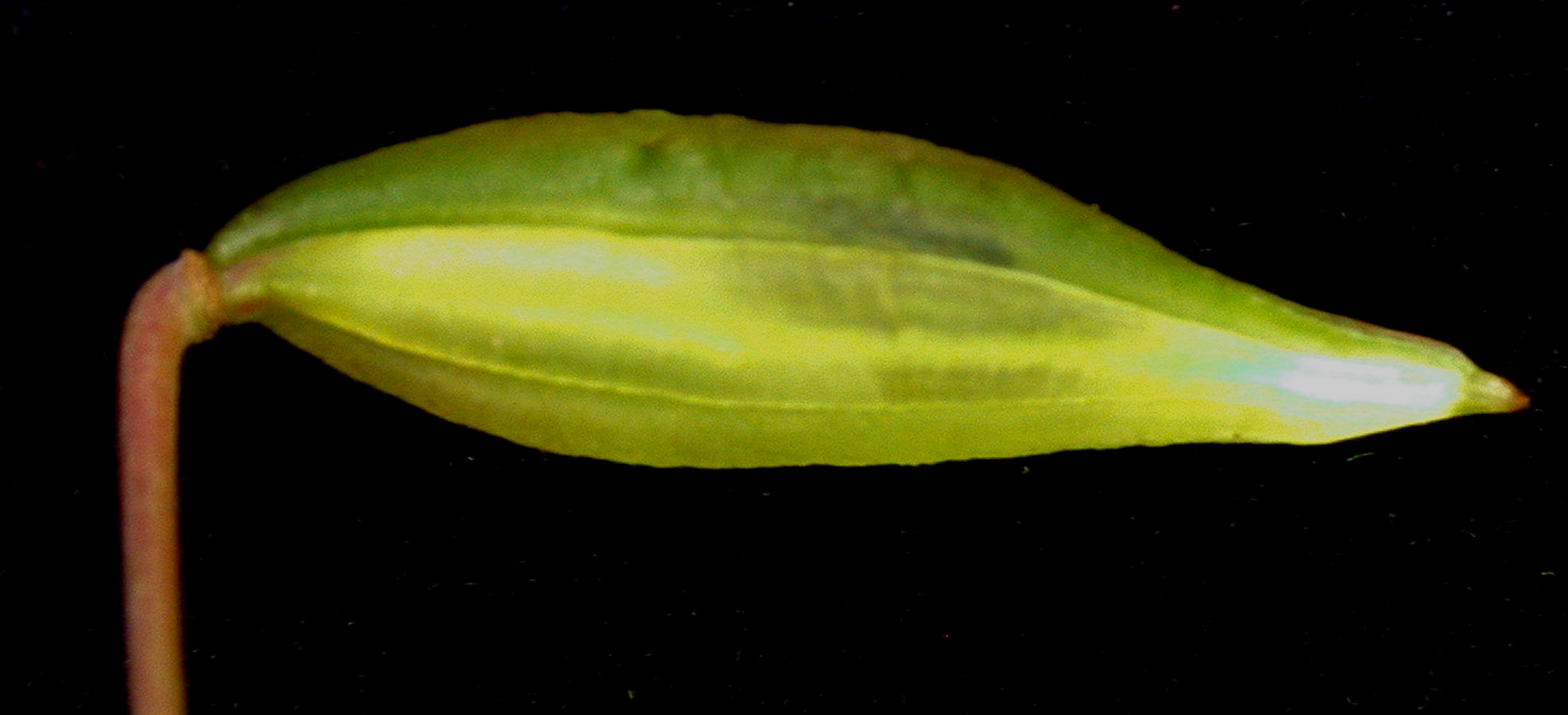
Owoc

PokrójRoślina jednoroczna, osiąga zwykle między 0,5 m a 1,5 m wysokości.
ŁodygaNaga, mięsista, nieco prześwitująca, łamliwa, słabo rozgałęziona. Barwy od jasnozielonej do czerwono nabiegłej. Na przekroju okrągła.
KorzeńKrótki, ale silnie rozgałęziony korzeń palowy.
LiścieSkrętoległe, na ogonkach długości ponad 1 cm do 5 cm lub nawet 10 cm. Blaszka jajowata, cienka, od spodu jasna, zwykle do 7,5 cm, rzadziej do 10–12 cm długości. Brzeg liścia grubokarbowany.
KwiatyDwubocznie symetryczne. Zwisają pojedynczo lub po 2–3 na szypułkach wyrastających z kątów górnych liści. Żółtopomarańczowe do pomarańczowych, z plamkami czerwonymi do czerwonobrązowych. Osiągają do 2,5 cm długości, jedna z działek kielicha z wygiętą o 180°ostrogą (zgiętą pod kwiatem ku jego przedniej części), długości do 8 mm. Jeden płatek tworzy odgiętą ku górze górną wargę, dolne dwa płatki są zrośnięte i tworzą dwudzielną dolną wargę. Para drobnych listków okwiatu znajduje się z boków, między górnym i dolnymi płatkami. Pręcików jest 5, zakończone są białymi pylnikami, krótszymi od szyjki słupka, wraz z którą przytulone są do górnej wargi korony.
OwocPodłużna torebka pękająca na 5 odwijających się klap i wyrzucająca w ten sposób okazałe nasiona. Osiąga ok. 2 cm długości. Nasiona o następujących wymiarach: długość ok. 4,2 (±2) mm, szerokość ok. 2,4 mm, obwód ok. 10,6 mm, przy wadze ok. 8,4 g. Skórka nasion zbudowana jest z dwóch rodzajów komórek – żebrowych i międzyżebrowych.
Gatunki podobneW obrębie rodzimego zasięgu podobny jest blisko spokrewniony Impatiens pallida, który ma jednak kwiaty jasnożółte i ostrogę odgiętą ku dołowi pod kątem ok. 90°, a poza tym krótkoogonkowe liście. W Europie Środkowej mylić się może z rodzimym tu niecierpkiem pospolitym, który jednak także ma kwiaty żółte i ostrogę zgiętą o 90°.

## Biologia i ekologia

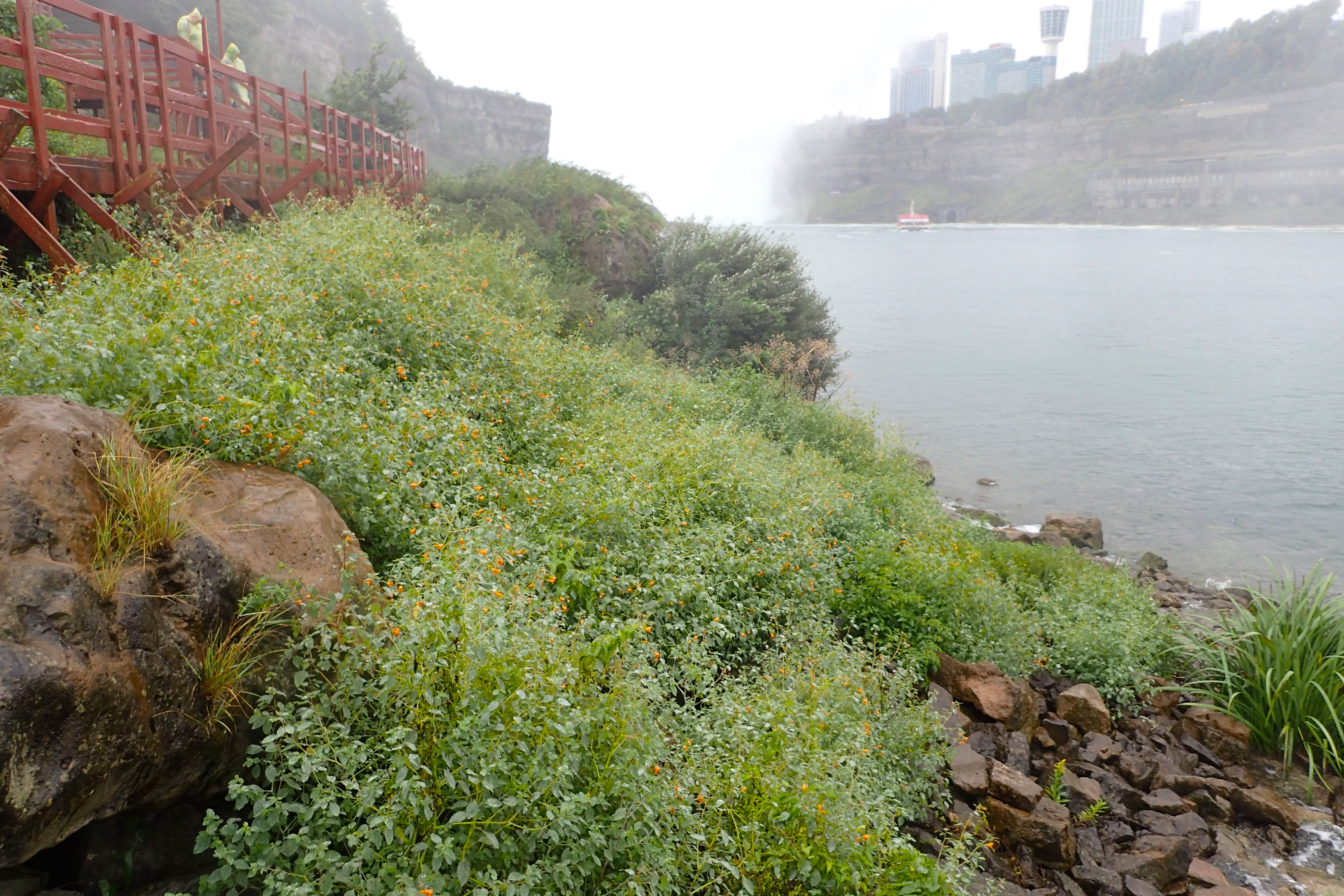
Niecierpek pomarańczowy pod wodospadem Niagara

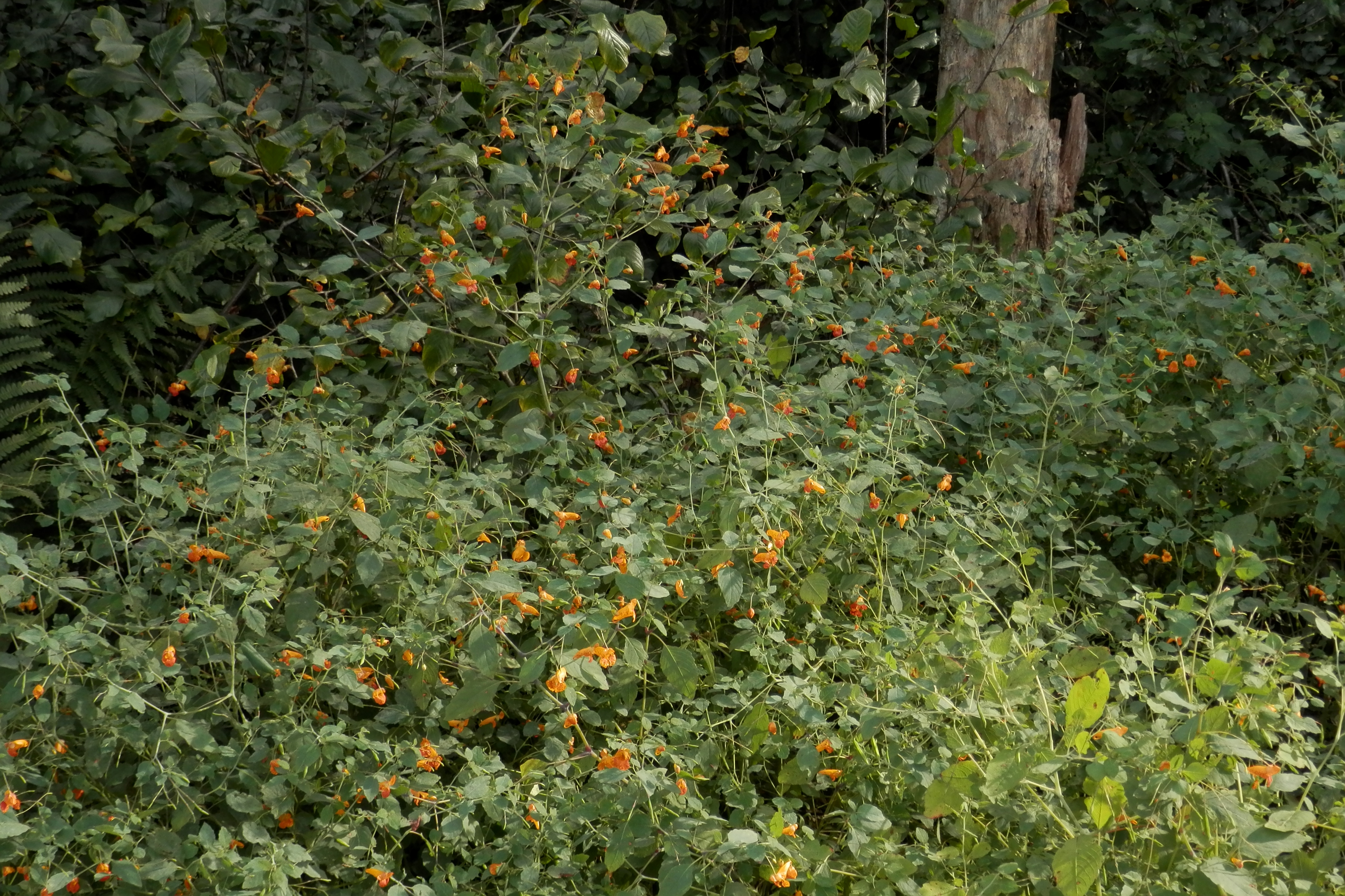
Niecierpek pomarańczowy na skraju lasu w Ontario

W Ameryce Północnej jest szeroko rozpowszechnioną i pospolitą rośliną w nizinnych lasach i zaroślach na terenach bagiennych i zalewowych, często dominując w runie w takich miejscach. Rozprzestrzenia się także na siedliskach antropogenicznych, zwłaszcza wzdłuż rowów, dróg i ścieżek leśnych, często też wzdłuż brzegów rzek i jezior.
Rośnie w miejscach półcienistych do lekko nasłonecznionych, mokrych do wilgotnych, na glebach żyznych, zwykle zasobnych w materię organiczną. Znosi zalewanie i stagnowanie wód w strefie korzeniowej trwające do 2 tygodni. Jesienią rośliny są często porażane przez mączniakowce. Pędy stanowią też pożywienie dla szeregu larw owadów, m.in. Euchlaena obtusaria, Spilosoma latipennis, Trichodezia albovittata i Xanthorhoe lacustrata.
Kwiaty bezwonne, zapylane są przez owady (pszczoły długojęzyczkowe, rzadziej motyle z rodziny paziowatych) i kolibry (zwykle koliberka rubinobrodego). Trzmiele często wykradają nektar wygryzając otwór w ostrodze. Rośliny mniejsze, słabo rosnące wytwarzają także niewielkie (1 mm długości), zamknięte kwiaty (klejstogamiczne), w których dochodzi do samozapylenia. Powstają one tuż przy nasadach liści. Rośliny wyrastające z nasion zawiązanych w kwiatach klejstogamicznych wyróżniają się mniejszym wzrostem, w stosunku do tych wyrosłych z nasion powstałych po zapyleniu krzyżowym.
Niecierpek pomarańczowy kiełkuje z nasion wczesną wiosną i osiąga maksymalne rozmiary w sierpniu. Kwitnienie zaczyna w połowie lata i kontynuuje do pierwszych przymrozków, które zabijają roślinę.
Liczba chromosomów 2n = 20.

## Nazewnictwo
Naukowa nazwa rodzajowa Impatiens stworzona została przez Remberta Dodoensa i zachowana przez Karola Linneusza od łacińskiego słowa oznaczającego „niecierpliwy, drażliwy, niewytrzymały”. Nazwa ta nadana została tej roślinie, a w ślad za nią rodzajowi od łatwo pękających przy byle dotknięciu owoców. Nazwa gatunkowa capensis nadana została przez jej autora – Nicolaasa Meerburgh, który błędnie uważał, że roślina pochodzi z Przylądka Dobrej Nadziei w Afryce (ang. Cape of Good Hope). Gatunek ma dwa homonimy: Impatiens capensis Thunb. (1794) – niecierpek faktycznie rosnący w Afryce Południowej i Impatiens capensis Boj. ex Baker (1883) rodzimy dla Madagaskaru.

## Zastosowanie
Indianie używali wodnistego soku tej rośliny do łagodzenia skutków oparzeń pokrzywą i Toxicodendron radicans oraz ukąszeń owadów. Sok ten wykazuje także działanie antygrzybiczne.
W Ameryce Północnej jest uznawany za wartościową roślinę ozdobną ze względu na efektowne kwiaty, atrakcyjne także dla wielu zapylaczy. Ze względu na odporność na konkurencję innych gatunków, zaleca się jego wysiewanie w miejscach narażonych na rozwój chwastów, zwłaszcza gatunków inwazyjnych.

## Stan prawny
Niecierpek pomarańczowy uznany został w Polsce za gatunek inwazyjny stwarzający zagrożenie, rozprzestrzeniony na szeroką skalę i podlegający szybkiej eliminacji. 